# Торн-Приккер, Ян
Ян (Иоганн) Торн-Приккер (нид. Jan (Johan) Thorn-Prikker, род. 5 июня 1868 г. Гаага — ум. 5 марта 1932 г. Кёльн) — нидерландский художник, с 1904 года живший и работавший в Германии. Работал преимущественно в стиле модерн (нем. югендштиль), как в станковой, так и в витражной и монументальной живописи.

## Жизнь и творчество
Ян Торн-Приккер изучал живопись в 1883—1887 годы в Художественной академии в Гааге. В 1890 году он, при помощи художника Яна Торопа, вступает в бельгийскую группу ХХ, в 1892 — при посредничестве Жозефена Пеладана — становится членом мистического ордена розенкрейцеров. С 1898 по 1904 год художник возглавляет отделение искусства фирмы по торговле предметами живописи Arts and Crafts в Гааге. В 1904 он переселяется в Германию. Здесь он работает преподавателем в новой Высшей школе прикладного искусства Крефельда, где среди его учеников следует назвать Генриха Кампендонка, Гельмута Маке и Вильгельма Вигера.
Я. Торн-Приккер писал пейзажи, аллегорические и символические полотна, создавал эскизы для производства мебели, узоры для тканей в стиле модерн. Любил выезжать со своими учениками в окрестности Крефельда, на Рейн — «на этюды».
В 1910 году Приккер оставляет преподавание в Крефельде и переезжает в Хаген с тем, чтобы участвовать в осуществлении культурологических планов известного мецената Карла Эрнста Остхауза. основателя музея Фолькванг. В этот период художник получает многочисленные заказы на выполнение настенной живописи и мозаичных работ (например, от Петера Беренса для спроектированного им в 1912 Дома собраний в Нёйсе или витраж хагенского вокзала (1911 год)). В 1913—1918 Приккер также преподаёт в художественной школе Фолькванг в Хагене. В 1906 году художник совершает путешествие по Италии, в 1908 — по Дании, в 1913 — по Франции.
После окончания Первой мировой войны Я. Торн-Приккер преподаёт мозаику и монументальную живопись в художественных школах и академиях Мюнхена (1920—1923), Дюссельдорфа (1923—1926) и Кёльна (1926—1932).
В живописи художника ощутимо влияние как французского постимпрессионизма, так и экспрессионизма и японской цветной графики. Я. Торн-Приккер начал свой творческий путь как пуантилист, но вскоре изменил свою манеру письма, обратившись к искусству стиля модерн и символизму. Художник был глубоко религиозным, католическим человеком. Многие его работы наполнены мистицизмом, посвящены библейским сюжетам. Заслугой Приккера является возрождение интереса к искусству цветного стекла (мозаике) в Германии.
В 1931 Я. Торн-Приккер создаёт произведения настенной живописи в ратушах Амстердама и Роттердама.

## Галерея

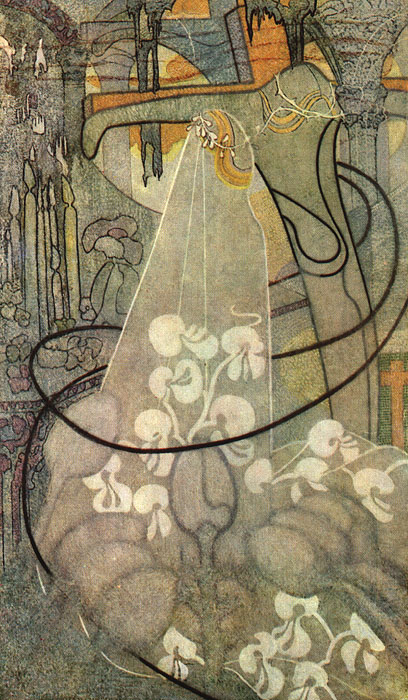
Невеста, (1892-1893)
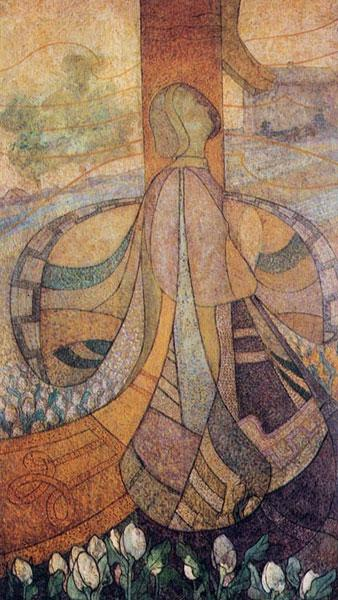
Мадонна на тюльпановом поле, (1892)
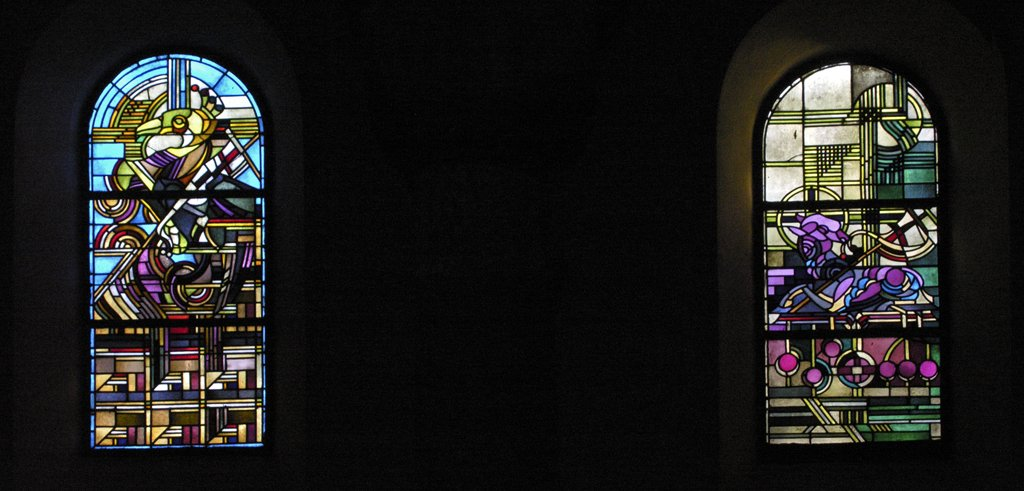
Окно собора св. Георга, Кёльн
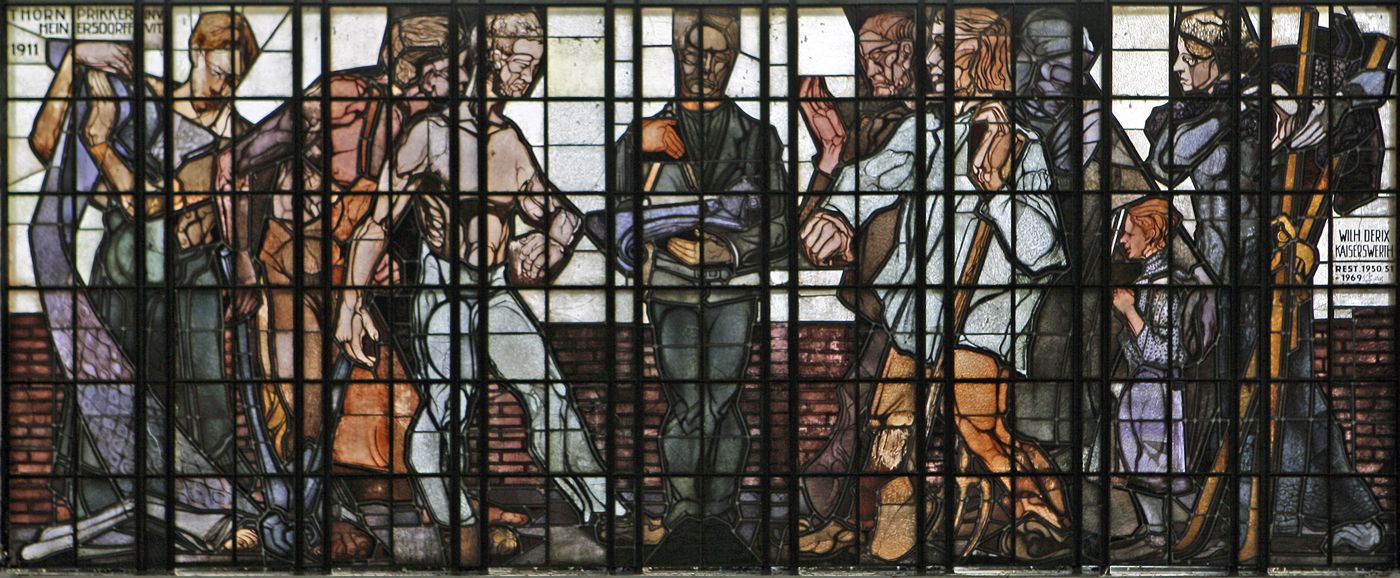
Художник как учитель в Торговле и Ремесле, Хаген (витраж главного вокзала)
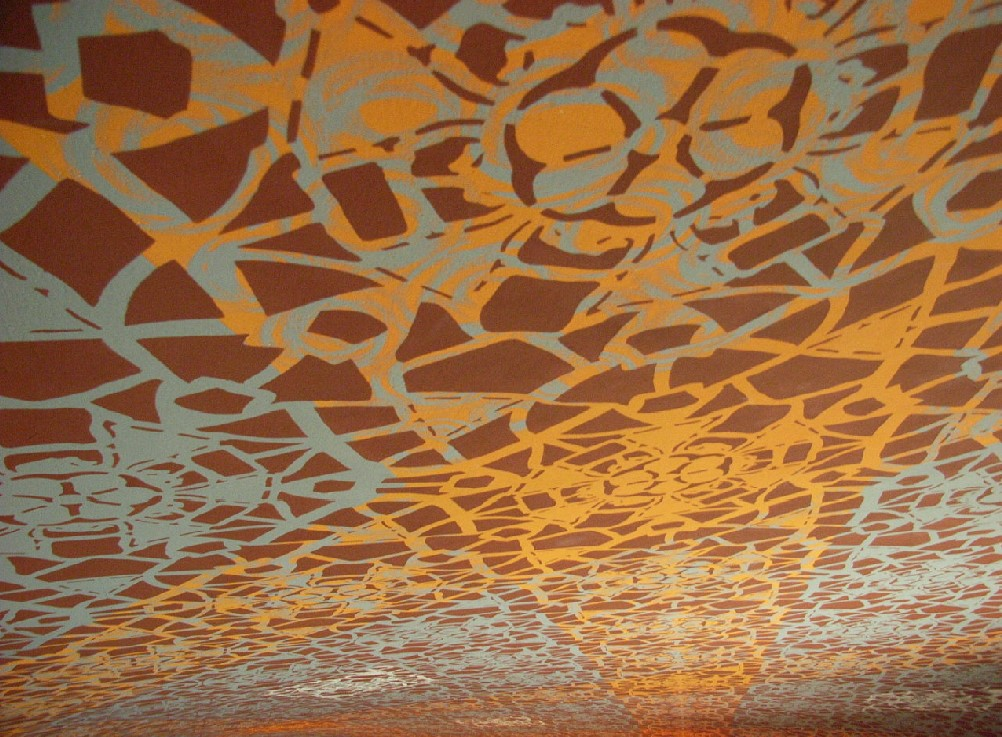
Настенная роспись (1916) в старокатолической церкви Мира в Эссене
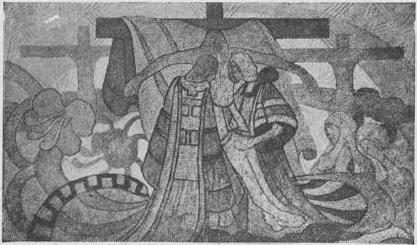
Снятие с креста